# اوپی‌کاپون
اوپی‌کاپون (انگلیسی: Opicapone) دارویی است که همراه با لوودوپا در افراد مبتلا به بیماری پارکینسون تجویز می‌شود. اوپی‌کاپون یک مهارکننده کاتکول-O-متیل ترانسفراز (COMT) است.
شایع‌ترین عوارض جانبی آن عبارتند از: دیسکینزی (مشکل در کنترل حرکت)، یبوست، افزایش کراتین کیناز خون، فشار خون پایین/سنکوپ، و کاهش وزن.
اوپی‌کاپون برای بازیابی سطوح دوپامین در قسمت‌هایی از مغز که حرکت و هماهنگی را کنترل می‌کنند، عمل می‌کند. این دارو اثرات لوودوپا را افزایش می‌دهد، یک کپی از انتقال‌دهنده عصبی دوپامین که می‌تواند از طریق دهان مصرف شود. اوپی‌کاپون آنزیمی را مسدود می‌کند که در تجزیه لوودوپا در بدن به نام کاتکول-O-متیل ترانسفراز (COMT) نقش دارد. در نتیجه، لوودوپا برای مدت طولانی‌تری فعال می‌ماند. این دارو به بهبود علائم بیماری پارکینسون مانند سفتی و کندی حرکت کمک می‌کند.

## کاربرد پزشکی
در اتحادیه اروپا، اوپی‌کاپون به عنوان درمان کمکی برای آماده‌سازی مهارکننده‌های لوودوپا/دوپا دکربوکسیلاز (DDCI) در بزرگسالان مبتلا به بیماری پارکینسون و نوسانات حرکتی انتهای دوز که نمی‌توانند در این ترکیبات تثبیت شوند، نشان داده می‌شود.
در ایالات متحده، اوپی‌کاپون به عنوان درمان کمکی برای لوودوپا/کاربی‌دوپا در افراد مبتلا به بیماری پارکینسون (PD) که دوره‌های "خاموش" را تجربه می‌کنند، به کار می‌شود.
مهارکننده‌های COMT مانند اوپی‌کاپون به عنوان یک افزودنی به ترکیبی از لوودوپا و یک مهارکننده DOPA دکربوکسیلاز برای درمان بیماران مبتلا به پارکینسون که نوسانات حرکتی انتهای دوز را تجربه می‌کنند، استفاده می‌شود، اگر نتوان با این ترکیب دارویی تثبیت کرد.

## موارد منع مصرف
این دارو در افراد مبتلا به سرطان‌هایی که کاتکول‌آمین‌ها (به عنوان مثال اپی نفرین) ترشح می کنند، مانند فئوکروموسیتوم یا پاراگانگلیوما منع مصرف دارد، زیرا به عنوان یک مهارکننده COMT از تخریب کاتکول آمین جلوگیری می‌کند. سایر موارد منع مصرف، سابقه سندرم بدخیم نورولپتیک (NMS) یا رابدومیولیز غیرتروماتیک و ترکیب با مهارکننده‌های مونوآمین اکسیداز است که به دلیل تداخلات دارویی احتمالی به عنوان ضد پارکینسون استفاده نمی‌شوند.
NMS و رابدومیولیز مرتبط به ندرت تحت مهارکننده های COMT قدیمی‌تر همچون تولکاپون و انتاکاپون دیده شده است. این معمولاً مدت کوتاهی پس از شروع درمان اضافی با مهارکننده COMT هنگامی که دوز لوودوپا کاهش یافته است یا پس از قطع یک مهار کننده COMT رخ می دهد.
اوپی‌کاپون در افرادی که همزمان از مهارکننده های غیرانتخابی مونوآمین اکسیداز (MAO) استفاده می‌کنند یا افرادی که مبتلا به فئوکروموسیتوم، پاراگانگلیوما یا سایر نئوپلاسم ‌های ترشح کننده کاتکول‌آمین هستند، منع مصرف دارد.

## عوارض جانبی
افرادی که اوپی‌کاپون مصرف می‌کنند معمولاً (۱۸%) دچار دیس‌کینزی می‌شوند. سایر عوارض جانبی رایج (در ۱ تا ۱۰ درصد بیماران) شامل سرگیجه، رویاهای عجیب، توهم، یبوست، خشکی دهان، افت فشار خون ارتواستاتیک (فشار خون پایین) و اسپاسم عضلانی است. به غیر از اسپاسم، این عوارض جانبی از تولکاپون و انتاکاپون نیز شناخته شده است.

## تداخلات دارویی
مهارکننده‌های مونوآمین اکسیداز (مهارکننده‌های MAO) دسته دیگری از داروهایی هستند که از تخریب کاتکول آمین جلوگیری می‌کنند؛ بنابراین، ترکیب آنها با اوپی‌کاپون می‌تواند منجر به افزایش غلظت کاتکول‌آمین در بدن و عوارض جانبی مربوطه شود. ترکیب مهارکننده‌های ضدپارکینسون MAO سلژیلین یا رازاژیلین با اوپی‌کاپون بی‌خطر تلقی می‌شود.  به طور بالقوه، با داروهایی که توسط COMT متابولیزه می‌شوند (به عنوان مثال، ایزوپروترنول، اپی‌نفرین، دوپامین، یا دوبوتامین)، ضد افسردگی‌های سه‌حلقه‌ای و ضد افسردگی هایی از نوع بازدارنده بازجذب نوراپی‌نفرین، تداخلاتی نیز وجود دارد. تداخلات احتمالی فارماکوکینتیک با سوبستراهای آنزیم کبدی CYP2C8، مانند رپاگلینید، و پروتئین ناقل SLCO1B1، مانند سیمواستاتین است.

## فارماکولوژی

### مکانیسم عمل
اوپی‌کاپون آنزیم کاتکول-O-متیل ترانسفراز (COMT) را به طور موثر (بیش از ۹۰ درصد در دوزهای درمانی)، انتخابی و برگشت پذیر و تنها در خارج از سیستم عصبی مرکزی مسدود می کند. این به آرامی از COMT جدا می‌شود و با وجود نیمه عمر کوتاه پلاسمایی خون، مدت اثر آن بیش از ۲۴ ساعت است. از آنجایی که COMT و DOPA دکربوکسیلاز آنزیم‌های اصلی برای تجزیه لوودوپا هستند، مسدود کردن این دو به طور موثر غلظت آن را در جریان خون افزایش می‌دهد. لوودوپا بیشتری به مغز می‌رسد، جایی که برای دوپامین فعال می‌شود.